# تينا مودتي
تينا مودتيولدت 17 أغسطس 1896 في إيطاليا وتوفيت فيها 6 يناير 1942 في مكسيكو سيتي، مصورة وممثلة وناشطة ثورية.

## السيرة الذاتية
والد تينا هو ميكانيكي في أوديني وعمها بيترو مودوتي، وهو مصور شهير في نفس المدينة. في عام 1897، استقرت العائلة في النمسا حيث وجد والدها وظيفة في مصنع للدراجات. وبسبب التضاريس عادت العائلة إلى أوديني في عام 1905 ، وكان على تينا أن تبدأ دراستها الابتدائية في البداية ، باللغة الإيطالية .

## روابط خارجية
- تينا مودتي على موقع IMDb (الإنجليزية)
- تينا مودتي على موقع الموسوعة البريطانية (الإنجليزية)
- تينا مودتي على موقع قاعدة بيانات الأفلام السويدية (السويدية)
- تينا مودتي على موقع ديسكوغز (الإنجليزية)